# 충주미덕중학교 축구단
충주미덕중학교 축구부는 충청북도 충주시에 위치한 충주미덕중학교의 축구부이다. 충주미덕중학교가 운영하는 축구부로 1999년에 창단하였다.

## 같이 보기
- 충주미덕중학교